# Bishoftu (město)
Bishoftu je město ve státě Oromie v Etiopii. Město leží v nadmořské výšce 1920 m a v roce 2012 mělo asi 170 tisíc obyvatel. Podle sčítání lidu z roku 1994 se většina obyvatel hlásí k Etiopské pravoslavné církvi.

## Jméno
Do roku 1955 se město jmenovalo Bishoftu, pak ale bylo přejmenováno na Debre Zeyit. Na konci 90. let se ale město vrátilo k jeho původnímu jménu.